# کوپیاپو
کوپیاپو (به اسپانیایی: Copiapó) شهری در شیلی است که در استان کوپیاپو واقع شده‌است.

## خصوصیات
کوپیاپو ۱۶٬۶۸۱٫۳ کیلومترمربع مساحت و ۱۵۸٬۴۳۸ نفر جمعیت دارد و ۳۸۳ متر بالاتر از سطح دریا واقع شده‌است.